# J.E. Neale
John Ernest Neale (ur. 7 grudnia 1890, zm. 2 września 1975) – brytyjski historyk. 
Zajmował się historią parlamentaryzmu angielskiego. 

## Wybrane publikacje
- Queen Elizabeth I (1934)
- The Elizabethan Political Scene (1948)
- The Elizabethan House of Commons (1949)
- Elizabeth I and her Parliaments (1957)
- Essays in Elizabethan History (1958)
- The Age of Catherine de Medici (1963)

## Wybrane publikacje w języku polskim
- "Królowa Elżbieta I": Tragedia Marii przeł. I. Wieniewski [w:] Współcześni historycy brytyjscy. Wybór z pism, oprac. i przedmową zaopatrzył Jerzy Z. Kędzierski, słowo wstępne G. P. Gooch, Londyn: B. Świderski 1963, s. 307-333.
- Elżbieta I, przeł. Henryk Krzeczkowski, Warszawa: Państwowy Instytut Wydawniczy 1981 (wyd. 2 - 2008).